# Albrecht von Bernstorff den äldre

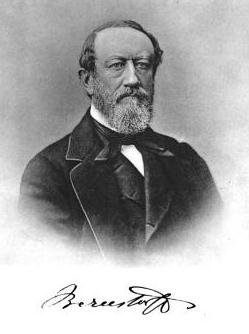
Albrecht von Bernstorff d.ä.

Albrecht von Bernstorff, född 22 mars 1809, död 26 mars 1873, var en preussisk greve och diplomat. Han var brorson till Christian Bernstorff och Joachim Bernstorff.
von Bernstorff var 1845-54 sändebud i München, Wien och Neapel, därefter 1854-61 i London. 1861 utnämndes han till preussisk utrikesminister och var som sådan Otto von Bismarcks företrädare. 1862 återvände han till sin ministerpost i London, först som Preussens sändebud och senare som Tysklands ambassadör.